# Feminizm indywidualistyczny

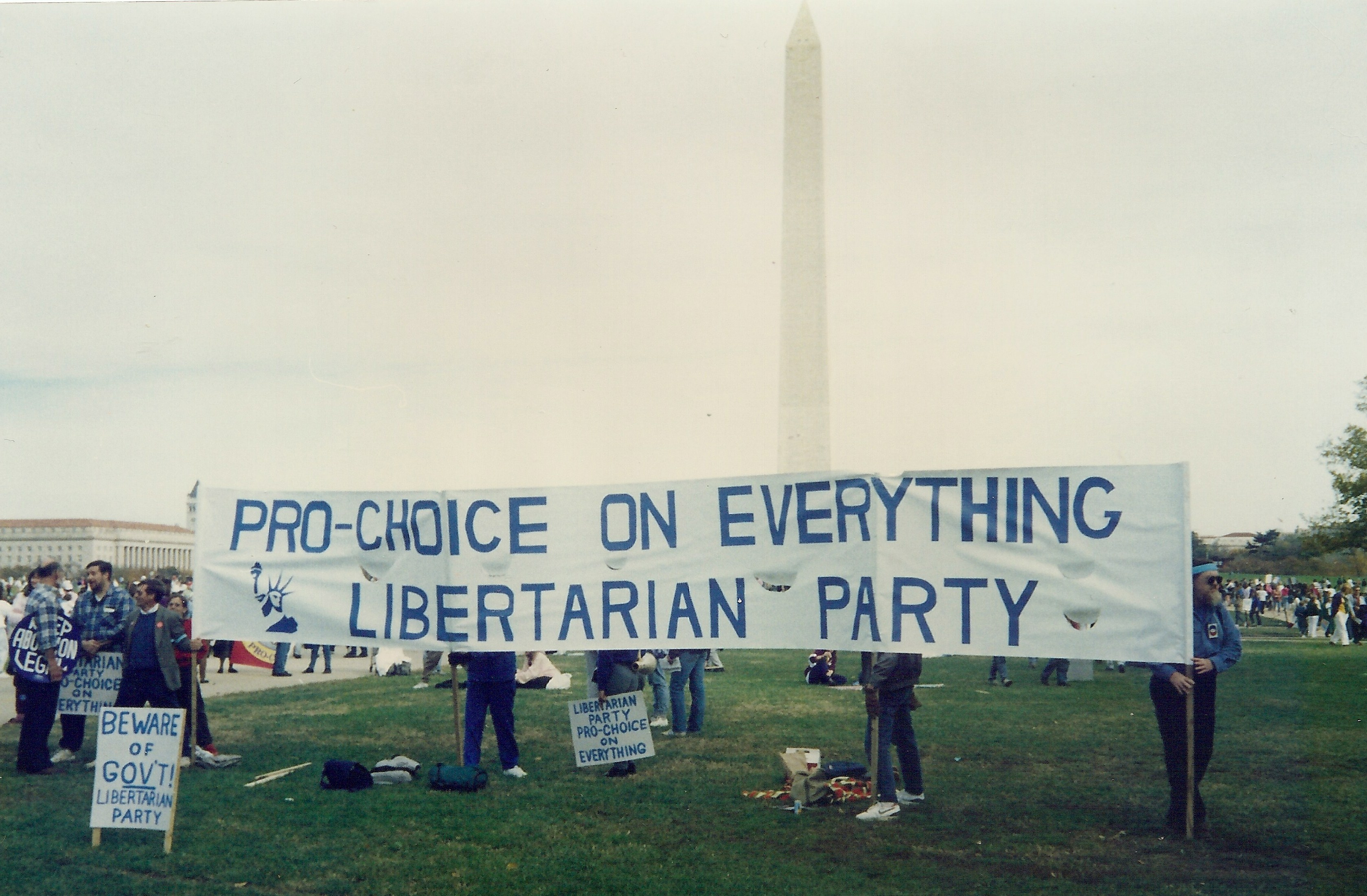
Członkowie Partii Libertariańskiej podczas manifestacji na rzecz Pro-choice, 12 listopada 1989 w Waszyngtonie

Feminizm indywidualistyczny (nazywany także feminizmem libertariańskim) – jeden z nurtów feminizmu oraz libertarianizmu, który kładzie zdecydowany nacisk na indywidualizm. Stoi w opozycji do socjalistycznego feminizmu oraz radykalnego feminizmu.

## Charakterystyka
Przedstawiciele tego nurtu postulują przeprowadzenie takich zmian w prawie, które wyeliminowałyby przywileje zależne od klasy i płci, oraz by zapewnić każdej indywidualnej osobie równe prawa, w tym równe prawa do decydowania o sobie i do prywatnej własności. Feministki indywidualistyczne zachęcają kobiety do wzięcia całkowitej odpowiedzialności za swoje życie. To wiąże się także ze sprzeciwem wobec jakiekolwiek państwowej ingerencji w to, co dorośli ludzie robią ze swoimi ciałami, czy w stosunki międzyludzkie (np. wszelkimi zakazami związanymi z prostytucją, antykoncepcją, aborcją czy sprawami małżeńskimi) . Uważają, że narzucane przez państwo przepisy mające rzekomo wprowadzać równość płci, tak naprawdę powodują nasilanie się zjawiska seksizmu. Według indywidualistycznych feministek jedną z właściwych metod walki z kulturą patriarchalną jest rozwój świadomości (szczególnie u kobiet). 
W 1973 roku Theodora Nathan, wiceprzewodnicząca Partii Libertariańskiej, założyła Association of Libertarian Feminists. Organizacja ta stawia sobie za cel propagowanie idee kobiecej niezależności, sprzeciw wobec państwowego interwencjonizmu i walkę z seksizmem na rzecz indywidualizmu.
Ruch feminizmu indywidualistycznego uważa siebie za spadkobiercę feminizmu pierwszej fali i takich myślicieli jak Mary Wollstonecraft, Harriet Taylor Mill, John Stuart Mill, Elizabeth Cady Stanton bądź Sarah Grimke. Także XIX-wieczny anarchizm feministyczny miał duży wpływ na współczesną ideologię ruchu, na przykład Voltairine de Cleyre. Przedstawiciele współczesnego ruchu zwracają uwagę na to, że pierwsze feministki musiały zmierzyć się z kulturą patriarchalną oraz państwem, które jej broniło. W konsekwencji, nie powinny traktować państwa jako sojusznika w walce z dyskryminacją.

## Przedstawiciele
- Joan Kennedy Taylor – była przewodnicząca Association of Libertarian Feminists oraz jedna z założycieli Feminists for Free Expression[6]
- Sharon Presley – aktualna przewodnicząca Association of Libertarian Feminists[7]
- Wendy McElroy
- Theodora Nathan[8]
- Camille Paglia[9]
- Christina Hoff Sommers[10][11]